# Коротне
Коротне (рос. Коротное; рум. Corotna) — село в Слободзейському районі в Молдові (Придністров'ї). Є центром сільської ради. Населення становить близько 4000 чол. (переважно — молдовани).
Згідно з переписом населення 2004 року кількість українців — 2,8%.

## Історія
Станом на 1886 рік у селі, центрі Коротнянської волості Тираспольського повіту Херсонської губернії, мешкало 1255 особи, налічувалось 252 дворових господарства, існували православна церква на честь Покрову Пресвятої Богородиці, збудована 1790-го року, школа, земська станція та 2 лавки.

## Відомі люди
- Болгарин Сергій Іванович — Герой Радянського Союзу